# روبرت بي. هال
روبرت بي. هال (بالإنجليزية: Robert B. Hall)‏ هو جغرافي أمريكي، ولد في 18 يوليو 1896 في إسبانيولا في الولايات المتحدة، وتوفي في 4 أبريل 1975.